# Hire Hanagi, Manvi
Hire Hanagi là một làng thuộc tehsil Manvi, huyện Raichur, bang Karnataka, Ấn Độ.